# Chiamaka Nnadozie
Chiamaka Nnadozie, née le 8 décembre 2000 à Orlu au Nigeria, est une footballeuse internationale nigériane évoluant au poste de gardienne de but au Brighton & Hove Albion FC.

## Biographie

### Carrière en club
Nnadozie signe avec les Rivers Angels au début de la saison 2016 et reste jusqu'en 2020. 
Le 21 février 2020, Chiamaka Nnadozie s’engage officiellement avec le Paris FC.
Elle qualifie son équipe pour un inédit deuxième tour de qualification à la Ligue des Champions féminine face à Arsenal en septembre 2023 en faisant deux arrêts lors de la séance de tirs au but.

### Carrière internationale
Lors de la Coupe du monde féminine des moins de 20 ans 2018, Nnadozie dispute les quatre matchs de son équipe. Contre Haïti, elle reçoit le titre de Joueuse du match « Oser briller » pour sa bonne performance. 
Peu de temps après le tournoi des moins de 20 ans, elle se voit sélectionnée avec l'équipe senior pour jouer la Coupe d'Afrique des Nations 2018, où elle reste sur le banc des remplaçants lors des cinq matches disputés par son équipe. 
Elle est par la suite de nouveau sélectionnée au sein l'équipe féminine senior du Nigeria, afin de participer à la Coupe du monde 2019 organisée en France.
Elle est la gardienne numéro 1 pour son pays lors de la Coupe du monde 2023 en Australie et en Nouvelle-Zélande. Elle s'illustre notamment lors du match contre le Canada où elle arrête un pénalty tiré par Christine Sinclair. Son équipe remporte un précieux point avec un match nul (0-0) et Nnadozie reçoit le trophée de joueuse du match.
En 2025, Chiamaka Nnadozie remporte la Coupe de France féminine de football avec le Paris FC, vainqueur du Paris Saint-Germain en finale aux tirs au but (0-0, 5-4 t.a.b.) . Lors de la séance de tirs au but, elle arrête deux tentatives cadrées, celles de Korbin Albert et de Jade Le Guilly. 

## Palmarès

### En club
- Vainqueur de la Coupe de France féminine de football 2025 avec le Paris FC

### En sélection
- Vainqueur de la Coupe d'Afrique des nations féminine de football 2018 et 2024 avec le Nigeria

### Distinctions individuelles
- Gardienne africaine de l'année aux CAF Awards 2023 et 2024[9].
- Meilleure gardienne du Championnat de France féminin de football 2023-2024 aux Trophées D1 Arkema[10]
- Meilleure gardienne et nommée dans l'équipe-type du Championnat de France 2023-2024 aux Trophées UNFP du football 2024[11]
- Meilleure gardienne de la Coupe d'Afrique des nations féminine de football 2024[12]